# 維什尼亞基 (法斯蒂夫區)
50°8′56″N 30°0′49″E / 50.14889°N 30.01361°E
維什尼亞基（羅馬化：Vyshniaky）是位於烏克蘭北部的村莊，由基辅州法斯蒂夫區的法斯蒂夫市鎮負責管轄。該村始建於1667年，面積0.63平方公里，海拔高度188米，2001年人口241，人口密度每平方公里382.5人。